# Congrégation de Solesmes
La Congrégation de Solesmes est un institut bénédictin, fondé à Solesmes (Sarthe) en 1837 par Prosper Guéranger, sous le nom de Congrégation de France, et devenu depuis un institut international qui inclut des communautés féminines et masculines.

## Fondation

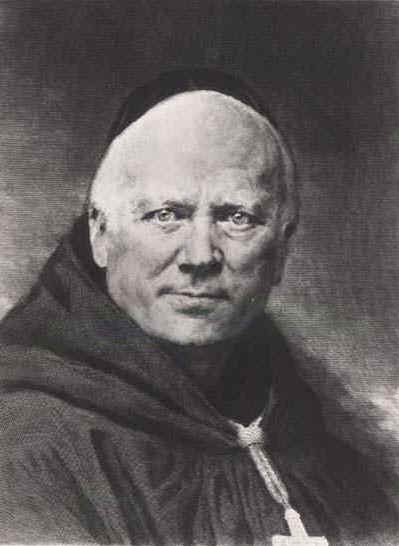
Dom Prosper Guéranger, o.s.b., qui sollicita la création de la congrégation.

La congrégation de Solesmes est une des vingt-et-une congrégations de la confédération bénédictine de l'ordre de Saint-Benoît.
Après la fondation de l'abbaye Saint-Pierre de Solesmes, elle a été érigée en 1837 par le pape Grégoire XVI, sous le nom de « Congrégation de France » : le pape décide que la Congrégation remplace plusieurs congrégations éteintes à la Révolution française, et participe à leurs privilèges dont elle devient héritière, à savoir : l'ordre de Cluny, la congrégation de Saint-Vanne et Saint-Hydulphe et la congrégation de Saint-Maur. Cependant, à la fin du XIXe siècle, la congrégation prend le nom de Congrégation de Solesmes du fait de fondations à l'étranger. 
Le mot congrégation désigne ici l'ensemble des monastères qui font partie de la famille de Solesmes, et dont le Père Abbé est le président. En tant que congrégation monastique, la communauté rassemble différentes maisons de moines, et de moniales, qui vivent d'un même charisme, et suivent une règle commune.

## Développement

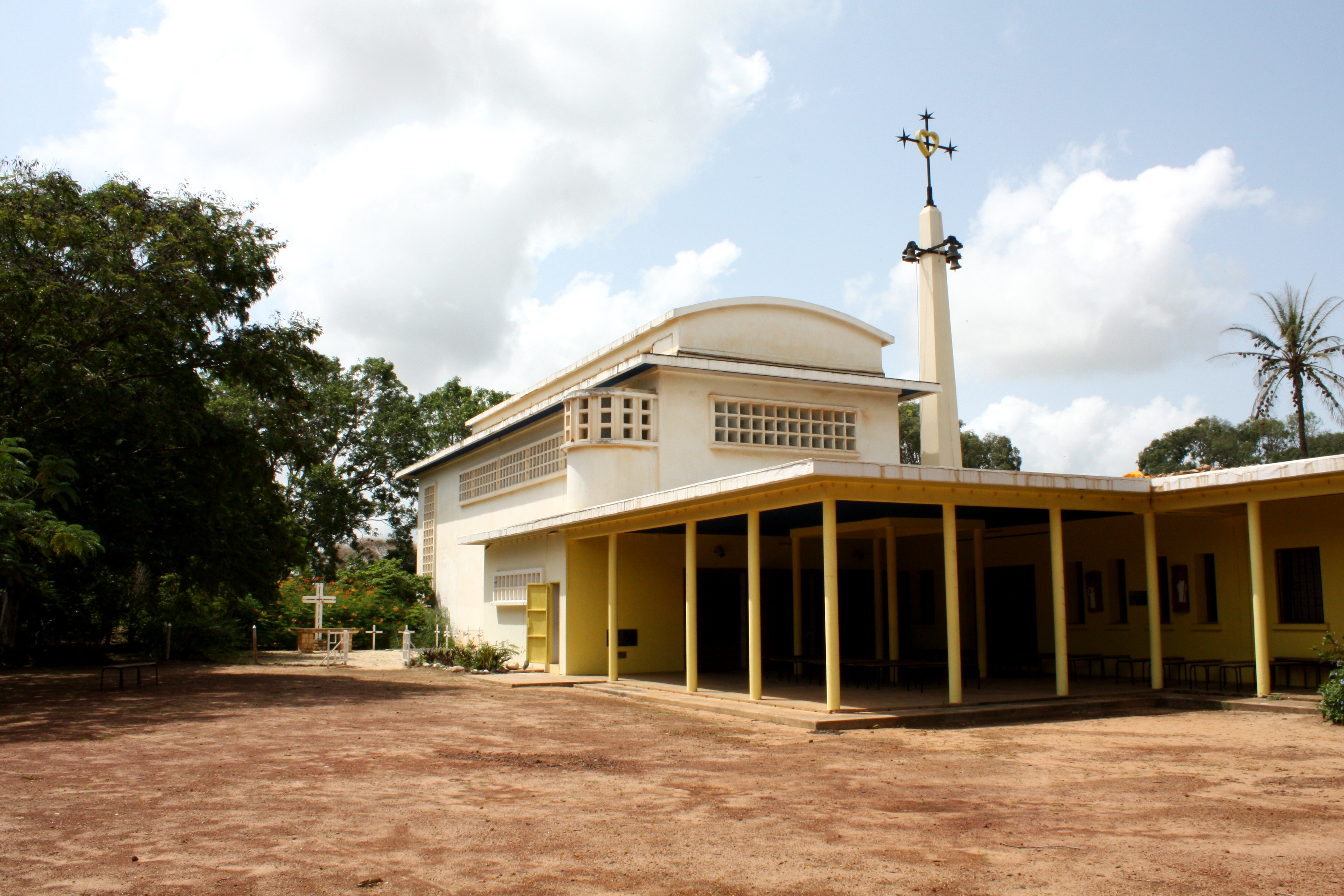
Abbaye de Keur Moussa (Sénégal)

La nouvelle congrégation s'étend rapidement au rythme des fondations successives de Solesmes et des autres monastères de la congrégation : Ligugé en 1853, Marseille (qui devient l'abbaye d'Hautecombe puis de Ganagobie) en 1856, Silos en 1880, Wisques en 1889, Clervaux en 1909, Sainte-Marie (à Paris) en 1893, Saint-Wandrille en 1894, Kergonan en 1897.
La loi sur les associations de 1901 entraînant la quasi impossibilité de créer de nouvelles communautés monastiques en France, la congrégation est amenée à faire des fondations dans ses lieux d'exil à partir de 1901 : Saint-Benoît-du-Lac (Québec) en 1912, Quarr (Île de Wight, Angleterre) en 1922. 
Après la Seconde Guerre mondiale, l'abbaye de Solesmes peut à nouveau fonder en France : Fontgombault en 1947, puis dans les pays de mission : Keur Moussa (Sénégal) en 1961, Palendriai (Lituanie) en 1998. Fontgombault fonde quant à elle Randol en 1968, Triors en 1984, Gaussan en 1994 et Clear Creek (États-Unis) en 1999. La congrégation comporte aujourd'hui plus de 915 moines et moniales, ce qui en fait l'une des premières congrégations bénédictines.

## Membres historiques
Dom Prosper Guéranger en est l'initiateur. Dom Pitra, dom Piolin, dom Chamard, dom Plaine, dom Bérengier. Dom Babin dont les presses fonctionnent à Solesmes de 1880 à 1889. Travail dans le domaine de la science. 

## Organisation
En 2009, la congrégation est composée de 32 maisons. Chaque monastère est autonome, mais cherche à conserver une vraie unité autour de l'héritage reçu de Dom Guéranger, sous la présidence du père abbé de Solesmes.
La Congrégation de Solesmes a, jusqu'à présent, refusé le régime de la « reconnaissance légale », pour retenir celui de l'« association de fait »[réf. nécessaire]. La congrégation n'a pas de personnalité morale. Elle ne peut signer aucun contrat au nom de l'abbaye, ni être propriétaire de ses propres bâtiments, ni recevoir des dons ou des legs, ouvrir un compte bancaire, obtenir une carte grise...

### Liste des maisons présentes sur plusieurs continents

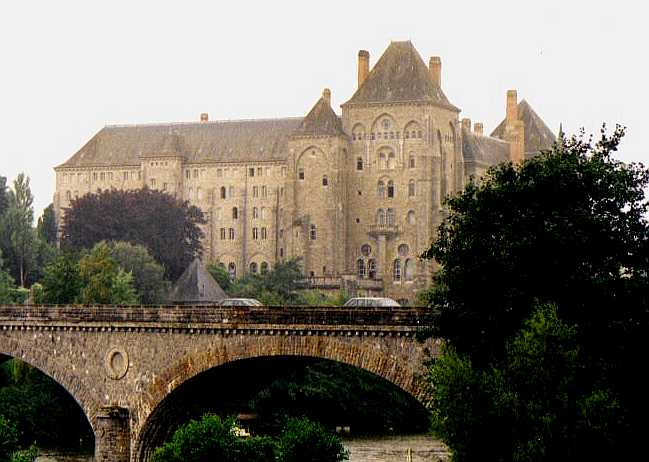
Abbaye Saint-Pierre de Solesmes.

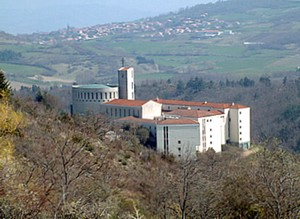
Abbaye de Randol.

14 situées en France, 4 en Espagne, 1 au Luxembourg, 2 en Grande-Bretagne, 2 au Canada, 1 aux Pays-Bas, 2 au Sénégal, 1 en Guinée, 1 en Lituanie, 2 aux États-Unis, et de 2 prieurés  situés en Martinique.
[Chiffres de mai 2009]

#### France
- Abbaye Saint-Pierre de Solesmes (1010) 66 moines - Sarthe
- Abbaye Sainte-Cécile de Solesmes 50 moniales - Sarthe
- Abbaye Notre-Dame de Fontgombault 68 moines - Indre
- Monastère Notre-Dame de Ganagobie 18 moines - Alpes de Haute Provence
- Abbaye Saint-Martin de Ligugé 28 moines - Vienne
- Abbaye Sainte-Marie de Paris, rue de la Source, Paris XVIe, 7 moines (fermée en 2021)
- Abbaye Notre-Dame de Randol (1971) 40 moines - Puy de Dôme
- Notre-Dame de Donezan (2007) (anciennement Abbaye Notre-Dame de Gaussan), 20 moines - Ariège
- Abbaye Sainte-Anne de Kergonan (1897) 34 moines - Morbihan
- Abbaye Saint-Michel de Kergonan, 30 moniales - Morbihan
- Abbaye Saint-Wandrille, 35 moines - Seine Maritime
- Abbaye Notre-Dame de Triors 40 moines - Drôme
- Abbaye Saint-Paul de Wisques (1889) 24 moines - Pas de Calais
- Abbaye Notre-Dame de Wisques (1889) 30 moniales - Pas de Calais

- Prieuré Sainte-Marie-des-Anges (1977) (Le Carbet, Martinique) 16 moniales
- Prieuré Notre-Dame du Mont des Oliviers (Schœlcher, Martinique), dépendant de Solesmes

#### Europe
- Monastère du Saint-Sauveur de Leyre (Navarre, Espagne) 24 moines
- Prieuré Notre-Dame de Montserrat de Madrid 8 moines, dépendant de Silos
- Abbaye Saint-Dominique de Silos (941) (Burgos, Espagne) 30 moines
- Abbaye de la Sainte-Croix (1958) (Valle de los Caídos, Espagne) 27 moines
- Prieuré Saint-Benoît de Palendriai (Kelmė, Lituanie) 11 moines, dépendant de Solesmes
- Abbaye Notre-Dame de Quarr (Île de Wight, Angleterre) 11 moines
- Abbaye Sainte-Cécile de Ryde (1882) (Île de Wight, Angleterre) 30 moniales
- Abbaye du Mont Saint-Benoît (1951) (Vaals, Pays-Bas) 14 moines
- Abbaye Saint-Maurice-et-Saint-Maur 17 moines (Clervaux, Luxembourg)

#### Afrique
- Abbaye de Keur Moussa (1963) (Sénégal) 44 moines
- Monastère Saint-Joseph de Séguéya (Conakry, Guinée) (2003) 9 moines
- Prieuré de Keur Guilaye (Dakar, Sénégal) 30 moniales

#### Amérique
- Abbaye de Saint-Benoît-du-Lac (1912) (Québec, Canada) 47 moines
- Abbaye Sainte-Marie-des-Deux-Montagnes (Sainte-Marthe-sur-le-Lac, Québec, Canada) 40 moniales
- Monastère du Cœur Immaculé de Marie de Westfield 17 moniales (Vermont, États-Unis), dépendant de Sainte-Marie-des-Deux-Montagnes
- Abbaye Notre-Dame de l'Annonciation de Clear Creek (1999) plus de 40 moines (Oklahoma, États-Unis)

### Arbre
Branche masculine
L'arbre ci-dessous présente les différents abbayes et prieurés masculins de la congrégation de Solesmes organisés par lien de « parenté ». Entre parenthèses figure la date de fondation — ou refondation — par l'abbaye mère et éventuellement la date de fin.
|                                 |                                 |                                 |                                 |                                 |                                 |  |  |                                 |                                 |                                 |                                 |                                 |                                 |  |  |                                                |                                                |                                                |                                                |                                                |                                                |                                   |                                   |                                   |                                   |                            |                            |                                      |                                      |                                      |                                      |                                        |                                        |                                        |                                        |                                        |                                        |  |  |                              |                              |                              |                              |                              |                              |  |  | Saint-Pierre de Solesmes (1833)    |                                    |                                    |                                    |                                    |                                    |  |  |                                |                                |                                |                                |                                |                                |                             |                             |                             |                             |                            |                            |                             |                             |                             |                             |                                   |                                   |                                   |                                   |                                   |                                   |                                   |                                   |                                   |                                   |                    |                    |                                                    |                                                    |                                                    |                                                    |                                                    |                                                    |                                   |                                   |                                   |                                   |  |  |  |  |  |  |  |  |  |  |  |  |  |  |  |  |  |  |  |  |  |  |  |  |  |  |  |  |  |  |  |  |  |  |  |  |  |  |  |  |  |  |  |  |  |  |  |  |  |  |
|                                 |                                 |                                 |                                 |                                 |                                 |  |  |                                 |                                 |                                 |                                 |                                 |                                 |  |  |                                                |                                                |                                                |                                                |                                                |                                                |                                   |                                   |                                   |                                   |                            |                            |                                      |                                      |                                      |                                      |                                        |                                        |                                        |                                        |                                        |                                        |  |  |                              |                              |                              |                              |                              |                              |  |  |                                    |                                    |                                    |                                    |                                    |                                    |  |  |                                |                                |                                |                                |                                |                                |                             |                             |                             |                             |                            |                            |                             |                             |                             |                             |                                   |                                   |                                   |                                   |                                   |                                   |                                   |                                   |                                   |                                   |                    |                    |                                                    |                                                    |                                                    |                                                    |                                                    |                                                    |                                   |                                   |                                   |                                   |  |  |  |  |  |  |  |  |  |  |  |  |  |  |  |  |  |  |  |  |  |  |  |  |  |  |  |  |  |  |  |  |  |  |  |  |  |  |  |  |  |  |  |  |  |  |  |  |  |  |
|                                 |                                 |                                 |                                 |                                 |                                 |  |  |                                 |                                 |                                 |                                 |                                 |                                 |  |  |                                                |                                                |                                                |                                                |                                                |                                                |                                   |                                   |                                   |                                   |                            |                            |                                      |                                      |                                      |                                      |                                        |                                        |                                        |                                        |                                        |                                        |  |  |                              |                              |                              |                              |                              |                              |  |  |                                    |                                    |                                    |                                    |                                    |                                    |  |  |                                |                                |                                |                                |                                |                                |                             |                             |                             |                             |                            |                            |                             |                             |                             |                             |                                   |                                   |                                   |                                   |                                   |                                   |                                   |                                   |                                   |                                   |                    |                    |                                                    |                                                    |                                                    |                                                    |                                                    |                                                    |                                   |                                   |                                   |                                   |  |  |  |  |  |  |  |  |  |  |  |  |  |  |  |  |  |  |  |  |  |  |  |  |  |  |  |  |  |  |  |  |  |  |  |  |  |  |  |  |  |  |  |  |  |  |  |  |  |  |
|                                 |                                 |                                 |                                 |                                 |                                 |  |  |                                 |                                 |                                 |                                 |                                 |                                 |  |  |                                                |                                                |                                                |                                                | Saint-Martin de Ligugé (1853)                  | Saint-Martin de Ligugé (1853)                  | Saint-Martin de Ligugé (1853)     | Saint-Martin de Ligugé (1853)     | Saint-Martin de Ligugé (1853)     | Saint-Martin de Ligugé (1853)     |                            |                            |                                      |                                      |                                      |                                      | Notre-Dame de Ganagobie (1856)         | Notre-Dame de Ganagobie (1856)         | Notre-Dame de Ganagobie (1856)         | Notre-Dame de Ganagobie (1856)         | Notre-Dame de Ganagobie (1856)         | Notre-Dame de Ganagobie (1856)         |  |  | Saint-Paul de Wisques (1889) | Saint-Paul de Wisques (1889) | Saint-Paul de Wisques (1889) | Saint-Paul de Wisques (1889) | Saint-Paul de Wisques (1889) | Saint-Paul de Wisques (1889) |  |  | Saint-Maurice-et-Saint-Maur (1890) | Saint-Maurice-et-Saint-Maur (1890) | Saint-Maurice-et-Saint-Maur (1890) | Saint-Maurice-et-Saint-Maur (1890) | Saint-Maurice-et-Saint-Maur (1890) | Saint-Maurice-et-Saint-Maur (1890) |  |  | Sainte-Anne de Kergonan (1897) | Sainte-Anne de Kergonan (1897) | Sainte-Anne de Kergonan (1897) | Sainte-Anne de Kergonan (1897) | Sainte-Anne de Kergonan (1897) | Sainte-Anne de Kergonan (1897) |                             |                             | Notre-Dame de Quarr (1922)  | Notre-Dame de Quarr (1922)  | Notre-Dame de Quarr (1922) | Notre-Dame de Quarr (1922) | Notre-Dame de Quarr (1922)  | Notre-Dame de Quarr (1922)  |                             |                             | Notre-Dame de Fontgombault (1948) | Notre-Dame de Fontgombault (1948) | Notre-Dame de Fontgombault (1948) | Notre-Dame de Fontgombault (1948) | Notre-Dame de Fontgombault (1948) | Notre-Dame de Fontgombault (1948) |                                   |                                   | Keur Moussa (1961)                | Keur Moussa (1961)                | Keur Moussa (1961) | Keur Moussa (1961) | Keur Moussa (1961)                                 | Keur Moussa (1961)                                 |                                                    |                                                    | Saint-Benoît de Palendriai (1998)                  | Saint-Benoît de Palendriai (1998)                  | Saint-Benoît de Palendriai (1998) | Saint-Benoît de Palendriai (1998) | Saint-Benoît de Palendriai (1998) | Saint-Benoît de Palendriai (1998) |  |  |  |  |  |  |  |  |  |  |  |  |  |  |  |  |  |  |  |  |  |  |  |  |  |  |  |  |  |  |  |  |  |  |  |  |  |  |  |  |  |  |  |  |  |  |  |  |  |  |
|                                 |                                 |                                 |                                 |                                 |                                 |  |  |                                 |                                 |                                 |                                 |                                 |                                 |  |  |                                                |                                                |                                                |                                                | Saint-Martin de Ligugé (1853)                  | Saint-Martin de Ligugé (1853)                  | Saint-Martin de Ligugé (1853)     | Saint-Martin de Ligugé (1853)     | Saint-Martin de Ligugé (1853)     | Saint-Martin de Ligugé (1853)     |                            |                            |                                      |                                      |                                      |                                      | Notre-Dame de Ganagobie (1856)         | Notre-Dame de Ganagobie (1856)         | Notre-Dame de Ganagobie (1856)         | Notre-Dame de Ganagobie (1856)         | Notre-Dame de Ganagobie (1856)         | Notre-Dame de Ganagobie (1856)         |  |  | Saint-Paul de Wisques (1889) | Saint-Paul de Wisques (1889) | Saint-Paul de Wisques (1889) | Saint-Paul de Wisques (1889) | Saint-Paul de Wisques (1889) | Saint-Paul de Wisques (1889) |  |  | Saint-Maurice-et-Saint-Maur (1890) | Saint-Maurice-et-Saint-Maur (1890) | Saint-Maurice-et-Saint-Maur (1890) | Saint-Maurice-et-Saint-Maur (1890) | Saint-Maurice-et-Saint-Maur (1890) | Saint-Maurice-et-Saint-Maur (1890) |  |  | Sainte-Anne de Kergonan (1897) | Sainte-Anne de Kergonan (1897) | Sainte-Anne de Kergonan (1897) | Sainte-Anne de Kergonan (1897) | Sainte-Anne de Kergonan (1897) | Sainte-Anne de Kergonan (1897) |                             |                             | Notre-Dame de Quarr (1922)  | Notre-Dame de Quarr (1922)  | Notre-Dame de Quarr (1922) | Notre-Dame de Quarr (1922) | Notre-Dame de Quarr (1922)  | Notre-Dame de Quarr (1922)  |                             |                             | Notre-Dame de Fontgombault (1948) | Notre-Dame de Fontgombault (1948) | Notre-Dame de Fontgombault (1948) | Notre-Dame de Fontgombault (1948) | Notre-Dame de Fontgombault (1948) | Notre-Dame de Fontgombault (1948) |                                   |                                   | Keur Moussa (1961)                | Keur Moussa (1961)                | Keur Moussa (1961) | Keur Moussa (1961) | Keur Moussa (1961)                                 | Keur Moussa (1961)                                 |                                                    |                                                    | Saint-Benoît de Palendriai (1998)                  | Saint-Benoît de Palendriai (1998)                  | Saint-Benoît de Palendriai (1998) | Saint-Benoît de Palendriai (1998) | Saint-Benoît de Palendriai (1998) | Saint-Benoît de Palendriai (1998) |  |  |  |  |  |  |  |  |  |  |  |  |  |  |  |  |  |  |  |  |  |  |  |  |  |  |  |  |  |  |  |  |  |  |  |  |  |  |  |  |  |  |  |  |  |  |  |  |  |  |
|                                 |                                 |                                 |                                 |                                 |                                 |  |  |                                 |                                 |                                 |                                 |                                 |                                 |  |  |                                                |                                                |                                                |                                                |                                                |                                                |                                   |                                   |                                   |                                   |                            |                            |                                      |                                      |                                      |                                      |                                        |                                        |                                        |                                        |                                        |                                        |  |  |                              |                              |                              |                              |                              |                              |  |  |                                    |                                    |                                    |                                    |                                    |                                    |  |  |                                |                                |                                |                                |                                |                                |                             |                             |                             |                             |                            |                            |                             |                             |                             |                             |                                   |                                   |                                   |                                   |                                   |                                   |                                   |                                   |                                   |                                   |                    |                    |                                                    |                                                    |                                                    |                                                    |                                                    |                                                    |                                   |                                   |                                   |                                   |  |  |  |  |  |  |  |  |  |  |  |  |  |  |  |  |  |  |  |  |  |  |  |  |  |  |  |  |  |  |  |  |  |  |  |  |  |  |  |  |  |  |  |  |  |  |  |  |  |  |
|                                 |                                 |                                 |                                 |                                 |                                 |  |  | Saint-Dominique de Silos (1880) | Saint-Dominique de Silos (1880) | Saint-Dominique de Silos (1880) | Saint-Dominique de Silos (1880) | Saint-Dominique de Silos (1880) | Saint-Dominique de Silos (1880) |  |  |                                                |                                                |                                                |                                                | Sainte-Marie de Paris (1893-2021)              | Sainte-Marie de Paris (1893-2021)              | Sainte-Marie de Paris (1893-2021) | Sainte-Marie de Paris (1893-2021) | Sainte-Marie de Paris (1893-2021) | Sainte-Marie de Paris (1893-2021) |                            |                            | Saint-Wandrille de Fontenelle (1894) | Saint-Wandrille de Fontenelle (1894) | Saint-Wandrille de Fontenelle (1894) | Saint-Wandrille de Fontenelle (1894) | Saint-Wandrille de Fontenelle (1894)   | Saint-Wandrille de Fontenelle (1894)   |                                        |                                        |                                        |                                        |  |  | Saint-Paul d'Oosterhout      | Saint-Paul d'Oosterhout      | Saint-Paul d'Oosterhout      | Saint-Paul d'Oosterhout      | Saint-Paul d'Oosterhout      | Saint-Paul d'Oosterhout      |  |  |                                    |                                    |                                    |                                    |                                    |                                    |  |  |                                |                                |                                |                                | Notre-Dame de Randol (1971)    | Notre-Dame de Randol (1971)    | Notre-Dame de Randol (1971) | Notre-Dame de Randol (1971) | Notre-Dame de Randol (1971) | Notre-Dame de Randol (1971) |                            |                            | Notre-Dame de Triors (1984) | Notre-Dame de Triors (1984) | Notre-Dame de Triors (1984) | Notre-Dame de Triors (1984) | Notre-Dame de Triors (1984)       | Notre-Dame de Triors (1984)       |                                   |                                   | Notre-Dame de Gaussan (1994-2009) | Notre-Dame de Gaussan (1994-2009) | Notre-Dame de Gaussan (1994-2009) | Notre-Dame de Gaussan (1994-2009) | Notre-Dame de Gaussan (1994-2009) | Notre-Dame de Gaussan (1994-2009) |                    |                    | Notre-Dame de l'Annonciation de Clear Creek (1999) | Notre-Dame de l'Annonciation de Clear Creek (1999) | Notre-Dame de l'Annonciation de Clear Creek (1999) | Notre-Dame de l'Annonciation de Clear Creek (1999) | Notre-Dame de l'Annonciation de Clear Creek (1999) | Notre-Dame de l'Annonciation de Clear Creek (1999) |                                   |                                   |                                   |                                   |  |  |  |  |  |  |  |  |  |  |  |  |  |  |  |  |  |  |  |  |  |  |  |  |  |  |  |  |  |  |  |  |  |  |  |  |  |  |  |  |  |  |  |  |  |  |  |  |  |  |
|                                 |                                 |                                 |                                 |                                 |                                 |  |  | Saint-Dominique de Silos (1880) | Saint-Dominique de Silos (1880) | Saint-Dominique de Silos (1880) | Saint-Dominique de Silos (1880) | Saint-Dominique de Silos (1880) | Saint-Dominique de Silos (1880) |  |  |                                                |                                                |                                                |                                                | Sainte-Marie de Paris (1893-2021)              | Sainte-Marie de Paris (1893-2021)              | Sainte-Marie de Paris (1893-2021) | Sainte-Marie de Paris (1893-2021) | Sainte-Marie de Paris (1893-2021) | Sainte-Marie de Paris (1893-2021) |                            |                            | Saint-Wandrille de Fontenelle (1894) | Saint-Wandrille de Fontenelle (1894) | Saint-Wandrille de Fontenelle (1894) | Saint-Wandrille de Fontenelle (1894) | Saint-Wandrille de Fontenelle (1894)   | Saint-Wandrille de Fontenelle (1894)   |                                        |                                        |                                        |                                        |  |  | Saint-Paul d'Oosterhout      | Saint-Paul d'Oosterhout      | Saint-Paul d'Oosterhout      | Saint-Paul d'Oosterhout      | Saint-Paul d'Oosterhout      | Saint-Paul d'Oosterhout      |  |  |                                    |                                    |                                    |                                    |                                    |                                    |  |  |                                |                                |                                |                                | Notre-Dame de Randol (1971)    | Notre-Dame de Randol (1971)    | Notre-Dame de Randol (1971) | Notre-Dame de Randol (1971) | Notre-Dame de Randol (1971) | Notre-Dame de Randol (1971) |                            |                            | Notre-Dame de Triors (1984) | Notre-Dame de Triors (1984) | Notre-Dame de Triors (1984) | Notre-Dame de Triors (1984) | Notre-Dame de Triors (1984)       | Notre-Dame de Triors (1984)       |                                   |                                   | Notre-Dame de Gaussan (1994-2009) | Notre-Dame de Gaussan (1994-2009) | Notre-Dame de Gaussan (1994-2009) | Notre-Dame de Gaussan (1994-2009) | Notre-Dame de Gaussan (1994-2009) | Notre-Dame de Gaussan (1994-2009) |                    |                    | Notre-Dame de l'Annonciation de Clear Creek (1999) | Notre-Dame de l'Annonciation de Clear Creek (1999) | Notre-Dame de l'Annonciation de Clear Creek (1999) | Notre-Dame de l'Annonciation de Clear Creek (1999) | Notre-Dame de l'Annonciation de Clear Creek (1999) | Notre-Dame de l'Annonciation de Clear Creek (1999) |                                   |                                   |                                   |                                   |  |  |  |  |  |  |  |  |  |  |  |  |  |  |  |  |  |  |  |  |  |  |  |  |  |  |  |  |  |  |  |  |  |  |  |  |  |  |  |  |  |  |  |  |  |  |  |  |  |  |
|                                 |                                 |                                 |                                 |                                 |                                 |  |  |                                 |                                 |                                 |                                 |                                 |                                 |  |  |                                                |                                                |                                                |                                                |                                                |                                                |                                   |                                   |                                   |                                   |                            |                            |                                      |                                      |                                      |                                      |                                        |                                        |                                        |                                        |                                        |                                        |  |  |                              |                              |                              |                              |                              |                              |  |  |                                    |                                    |                                    |                                    |                                    |                                    |  |  |                                |                                |                                |                                |                                |                                |                             |                             |                             |                             |                            |                            |                             |                             |                             |                             |                                   |                                   |                                   |                                   |                                   |                                   |                                   |                                   |                                   |                                   |                    |                    |                                                    |                                                    |                                                    |                                                    |                                                    |                                                    |                                   |                                   |                                   |                                   |  |  |  |  |  |  |  |  |  |  |  |  |  |  |  |  |  |  |  |  |  |  |  |  |  |  |  |  |  |  |  |  |  |  |  |  |  |  |  |  |  |  |  |  |  |  |  |  |  |  |
| Notre-Dame de Montserrat (1939) | Notre-Dame de Montserrat (1939) | Notre-Dame de Montserrat (1939) | Notre-Dame de Montserrat (1939) | Notre-Dame de Montserrat (1939) | Notre-Dame de Montserrat (1939) |  |  | Saint-Sauveur de Leyre (1954)   | Saint-Sauveur de Leyre (1954)   | Saint-Sauveur de Leyre (1954)   | Saint-Sauveur de Leyre (1954)   | Saint-Sauveur de Leyre (1954)   | Saint-Sauveur de Leyre (1954)   |  |  | Sainte-Croix de la vallée de los Caídos (1958) | Sainte-Croix de la vallée de los Caídos (1958) | Sainte-Croix de la vallée de los Caídos (1958) | Sainte-Croix de la vallée de los Caídos (1958) | Sainte-Croix de la vallée de los Caídos (1958) | Sainte-Croix de la vallée de los Caídos (1958) |                                   |                                   | Saint-Benoît-du-Lac (1912)        | Saint-Benoît-du-Lac (1912)        | Saint-Benoît-du-Lac (1912) | Saint-Benoît-du-Lac (1912) | Saint-Benoît-du-Lac (1912)           | Saint-Benoît-du-Lac (1912)           |                                      |                                      | Notre-Dame du Mont des Oliviers (1947) | Notre-Dame du Mont des Oliviers (1947) | Notre-Dame du Mont des Oliviers (1947) | Notre-Dame du Mont des Oliviers (1947) | Notre-Dame du Mont des Oliviers (1947) | Notre-Dame du Mont des Oliviers (1947) |  |  | Mont Saint-Benoît (1951)     | Mont Saint-Benoît (1951)     | Mont Saint-Benoît (1951)     | Mont Saint-Benoît (1951)     | Mont Saint-Benoît (1951)     | Mont Saint-Benoît (1951)     |  |  |                                    |                                    |                                    |                                    |                                    |                                    |  |  |                                |                                |                                |                                |                                |                                |                             |                             |                             |                             |                            |                            |                             |                             |                             |                             |                                   |                                   |                                   |                                   | Notre-Dame de Donezan (2007)      | Notre-Dame de Donezan (2007)      | Notre-Dame de Donezan (2007)      | Notre-Dame de Donezan (2007)      | Notre-Dame de Donezan (2007)      | Notre-Dame de Donezan (2007)      |                    |                    |                                                    |                                                    |                                                    |                                                    |                                                    |                                                    |                                   |                                   |                                   |                                   |  |  |  |  |  |  |  |  |  |  |  |  |  |  |  |  |  |  |  |  |  |  |  |  |  |  |  |  |  |  |  |  |  |  |  |  |  |  |  |  |  |  |  |  |  |  |  |  |  |  |

Branche féminine
L'arbre ci-dessous présente les différents abbayes et prieurés féminins de la congrégation de Solesmes organisés par lien de « parenté ». Entre parenthèses figure la date de fondation — ou refondation — par l'abbaye mère.
|                                            |                                        |                                        |                                        |                                        |                                        |  |  |                                 |                                 |                                 |                                 |                                 |                                 |  |  | Sainte-Cécile de Solesmes (1866) |                     |                     |                     |                     |                     |  |  |                               |                               |                               |                               |                               |                               |  |  |                                            |                                            |                                            |                                            |                                            |                                            |  |  |  |  |  |  |  |  |  |  |  |  |  |  |  |  |  |  |  |  |  |  |  |  |  |  |
|                                            |                                        |                                        |                                        |                                        |                                        |  |  |                                 |                                 |                                 |                                 |                                 |                                 |  |  |                                  |                     |                     |                     |                     |                     |  |  |                               |                               |                               |                               |                               |                               |  |  |                                            |                                            |                                            |                                            |                                            |                                            |  |  |  |  |  |  |  |  |  |  |  |  |  |  |  |  |  |  |  |  |  |  |  |  |  |  |
|                                            |                                        |                                        |                                        |                                        |                                        |  |  |                                 |                                 |                                 |                                 |                                 |                                 |  |  |                                  |                     |                     |                     |                     |                     |  |  |                               |                               |                               |                               |                               |                               |  |  |                                            |                                            |                                            |                                            |                                            |                                            |  |  |  |  |  |  |  |  |  |  |  |  |  |  |  |  |  |  |  |  |  |  |  |  |  |  |
| Notre-Dame de Wisques (1889)               | Notre-Dame de Wisques (1889)           | Notre-Dame de Wisques (1889)           | Notre-Dame de Wisques (1889)           | Notre-Dame de Wisques (1889)           | Notre-Dame de Wisques (1889)           |  |  | Saint-Michel de Kergonan (1898) | Saint-Michel de Kergonan (1898) | Saint-Michel de Kergonan (1898) | Saint-Michel de Kergonan (1898) | Saint-Michel de Kergonan (1898) | Saint-Michel de Kergonan (1898) |  |  | Keur Guilaye (1970)              | Keur Guilaye (1970) | Keur Guilaye (1970) | Keur Guilaye (1970) | Keur Guilaye (1970) | Keur Guilaye (1970) |  |  | Sainte-Marie-des-Anges (1977) | Sainte-Marie-des-Anges (1977) | Sainte-Marie-des-Anges (1977) | Sainte-Marie-des-Anges (1977) | Sainte-Marie-des-Anges (1977) | Sainte-Marie-des-Anges (1977) |  |  | Sainte-Cécile de Ryde (1950)               | Sainte-Cécile de Ryde (1950)               | Sainte-Cécile de Ryde (1950)               | Sainte-Cécile de Ryde (1950)               | Sainte-Cécile de Ryde (1950)               | Sainte-Cécile de Ryde (1950)               |  |  |  |  |  |  |  |  |  |  |  |  |  |  |  |  |  |  |  |  |  |  |  |  |  |  |
| Notre-Dame de Wisques (1889)               | Notre-Dame de Wisques (1889)           | Notre-Dame de Wisques (1889)           | Notre-Dame de Wisques (1889)           | Notre-Dame de Wisques (1889)           | Notre-Dame de Wisques (1889)           |  |  | Saint-Michel de Kergonan (1898) | Saint-Michel de Kergonan (1898) | Saint-Michel de Kergonan (1898) | Saint-Michel de Kergonan (1898) | Saint-Michel de Kergonan (1898) | Saint-Michel de Kergonan (1898) |  |  | Keur Guilaye (1970)              | Keur Guilaye (1970) | Keur Guilaye (1970) | Keur Guilaye (1970) | Keur Guilaye (1970) | Keur Guilaye (1970) |  |  | Sainte-Marie-des-Anges (1977) | Sainte-Marie-des-Anges (1977) | Sainte-Marie-des-Anges (1977) | Sainte-Marie-des-Anges (1977) | Sainte-Marie-des-Anges (1977) | Sainte-Marie-des-Anges (1977) |  |  | Sainte-Cécile de Ryde (1950)               | Sainte-Cécile de Ryde (1950)               | Sainte-Cécile de Ryde (1950)               | Sainte-Cécile de Ryde (1950)               | Sainte-Cécile de Ryde (1950)               | Sainte-Cécile de Ryde (1950)               |  |  |  |  |  |  |  |  |  |  |  |  |  |  |  |  |  |  |  |  |  |  |  |  |  |  |
| Sainte-Marie-des-Deux-Montagnes (1936)     | Sainte-Marie-des-Deux-Montagnes (1936) | Sainte-Marie-des-Deux-Montagnes (1936) | Sainte-Marie-des-Deux-Montagnes (1936) | Sainte-Marie-des-Deux-Montagnes (1936) | Sainte-Marie-des-Deux-Montagnes (1936) |  |  |                                 |                                 |                                 |                                 |                                 |                                 |  |  |                                  |                     |                     |                     |                     |                     |  |  |                               |                               |                               |                               |                               |                               |  |  | Prieuré Shanti Nilayam au Bangalore (1967) | Prieuré Shanti Nilayam au Bangalore (1967) | Prieuré Shanti Nilayam au Bangalore (1967) | Prieuré Shanti Nilayam au Bangalore (1967) | Prieuré Shanti Nilayam au Bangalore (1967) | Prieuré Shanti Nilayam au Bangalore (1967) |  |  |  |  |  |  |  |  |  |  |  |  |  |  |  |  |  |  |  |  |  |  |  |  |  |  |
| Sainte-Marie-des-Deux-Montagnes (1936)     | Sainte-Marie-des-Deux-Montagnes (1936) | Sainte-Marie-des-Deux-Montagnes (1936) | Sainte-Marie-des-Deux-Montagnes (1936) | Sainte-Marie-des-Deux-Montagnes (1936) | Sainte-Marie-des-Deux-Montagnes (1936) |  |  |                                 |                                 |                                 |                                 |                                 |                                 |  |  |                                  |                     |                     |                     |                     |                     |  |  |                               |                               |                               |                               |                               |                               |  |  | Prieuré Shanti Nilayam au Bangalore (1967) | Prieuré Shanti Nilayam au Bangalore (1967) | Prieuré Shanti Nilayam au Bangalore (1967) | Prieuré Shanti Nilayam au Bangalore (1967) | Prieuré Shanti Nilayam au Bangalore (1967) | Prieuré Shanti Nilayam au Bangalore (1967) |  |  |  |  |  |  |  |  |  |  |  |  |  |  |  |  |  |  |  |  |  |  |  |  |  |  |
| Cœur-Immaculé-de-Marie de Westfield (1981) |                                        |                                        |                                        |                                        |                                        |  |  |                                 |                                 |                                 |                                 |                                 |                                 |  |  |                                  |                     |                     |                     |                     |                     |  |  |                               |                               |                               |                               |                               |                               |  |  |                                            |                                            |                                            |                                            |                                            |                                            |  |  |  |  |  |  |  |  |  |  |  |  |  |  |  |  |  |  |  |  |  |  |  |  |  |  |